# Oligoelementi
In chimica analitica un oligoelemento (dal greco: ολίγος, oligos, poco) è un elemento presente in un campione con una concentrazione media inferiore a 100 parti per milione, o inferiore a 100 microgrammi per grammo.
In biochimica e nella nutrizione un oligoelemento è un elemento chimico che è necessario in quantità minime per la crescita, lo sviluppo e la fisiologia appropriata di un dato organismo; è un micronutriente assunto in tracce. 

## I sali minerali
Frazione dei sali minerali, termine che individua alcuni composti inorganici quindi privi di carbonio organicato, ma non necessariamente sali, gli oligoelementi hanno un ruolo fondamentale nel funzionamento di tutti gli organismi viventi, animali, vegetali, funghi e regni degli organismi più semplici; fanno parte dei minerali essenziali o più correttamente, da ogni punto di vista, elementi essenziali. Essi sono infatti costituenti di alcune fondamentali biomolecole come elemento centrale dei gruppi prostetici, come parte di enzimi deputati alla sintesi delle proteine, e altro, all'interno e all'esterno delle cellule.

## Suddivisione degli oligoelementi in nutrizione umana
Sono detti oligoelementi gli elementi chimici presenti solo in tracce nell'organismo umano, in genere rilevati da studi dell'ultimo quarto del ventesimo secolo per l'evoluzione delle tecnologie analitiche. Gli studi si sono poi succeduti fino all'individuazione, se esistente, delle molecole biologiche, in genere metalloproteine e vitamine, interagenti con gli stessi oligoelementi. Spesso di questi elementi non si conosce la localizzazione molecolare o la funzione biochimica, se esistente.
Il reale fabbisogno di questi elementi non è sempre stabilito né appurato, e molti autori li considerano in gran parte inessenziali. Si tratta di apporti giornalieri dell'ordine dei microgrammi o anche meno. In alcuni casi si tratta di metalli estremamente tossici, anche a basse dosi e spesso soggetti ad accumulo nell'organismo, per cui il reale dosaggio non deve essere banalizzato. Sono molto più frequenti i rischi da sovradosaggio e contaminazione ambientale. Gli oligoelementi si possono a volte suddividere in elementi traccia ed elementi ultra-traccia. Tra gli elementi traccia ve ne sono alcuni che, secondo la normale suddivisione micro/oligo, rientrano più compiutamente nei primi. 
In ogni suddivisione il dato discriminante è il reale fabbisogno quantitativo.

### Elementi traccia, generalmente definiti microelementi
Sono elementi traccia (assunti dall'organismo umano nell'ordine di milligrammi/giorno):
- ferro
- zinco
- rame
- cobalto, tossico allo stato ionico, e assunto solo in forma organicata, tramite l'apporto di vitamina B12
- iodio
- manganese
- molibdeno
- selenio

### Elementi traccia, generalmente definiti oligoelementi
- cromo: solo in forma trivalente, altamente nocivo in forma esavalente, come nei cromati e bicromati. Se ne dibatte l'essenzialità a fronte di forti meccanismi di mercato nell'ambito della supplementazione. I soli ruoli biologici scientificamente provati in nutrizione umana si riferiscono a sintomi da carenza in pazienti ospedalizzati costretti a nutrizione parenterale totale a lungo termine. La carenza nell'apporto naturale viene pressoché scongiurata visti i livelli di apporto medio in qualsiasi forma di dieta. Si ipotizza che il cromo trivalente possa formare una metalloproteina a basso peso molecolare coinvolta in alcune varianti del metabolismo di lipidi e glucidi, mai individuata.
- vanadio: non sono noti ruoli biologici scientificamente provati in nutrizione umana, contrariamente a quanto noto per altri mammiferi, tra cui i ratti, per cui è essenziale per una corretta crescita, benché a livello di parti per miliardo nella dieta. Il suo eventuale ruolo nell'alimentazione è controverso. I suoi composti sono tutti altamente tossici. Le esposizioni atmosferiche tollerate, anche a livello lavorativo, sono dell'ordine dei ng/m3.
- silicio: nell'uomo, pur non essendo nota la precisa biochimica relativa all'elemento, si sono evidenziati ruoli nel metabolismo dei tessuti connettivi, principalmente ossa e cartilagini. Non sono concordi i livelli raccomandati di assunzione e i sintomi da carenza sono pressoché sconosciuti essendo ubiquitario alle concentrazioni utili negli alimenti vegetali, nell'acqua potabile e in molti tessuti animali.
- fluoro: lo si trova in natura nei minerali di fluorite, criolite e apatite, inoltre come fluoruri nelle acque, in organismi vegetali, nello scheletro e nei denti animali. Nell'uomo si sono evidenziate benefici di prevenzione della carie dentale per la formazione di uno smalto dentale più resistente agli attacchi acidi demineralizzanti. Tuttavia questi benefici si ottengono con un uso locale come nel caso di dentifrici, che però non devono essere ingeriti in quanto il loro assorbimento diretto risulta altamente dannoso e potrebbe provocare fluorosi.

### Elementi ultra-traccia
Sono elementi ultra-traccia (assunti dall'organismo umano nell'ordine di microgrammo/giorno):
- litio: non è noto se abbia un ruolo fisiologico e gli studi sono attualmente controversi
- nichel: alcuni studi clinici ipotizzano un qualche ruolo, ma ne viene pressoché escluso il rischio di carenze. Essenziale in alcuni microorganismi in parte costituenti la flora intestinale dei vertebrati. Sono noti e diffusi i sintomi da sovradosaggio e da reazione allergica, vista la diffusione ubiquitaria del metallo nelle leghe da conio e nella bigiotteria.
- arsenico: altamente tossico e promotore della cancerogenesi, non sono noti ruoli biologici scientificamente provati in nutrizione umana.